# Perro trufero

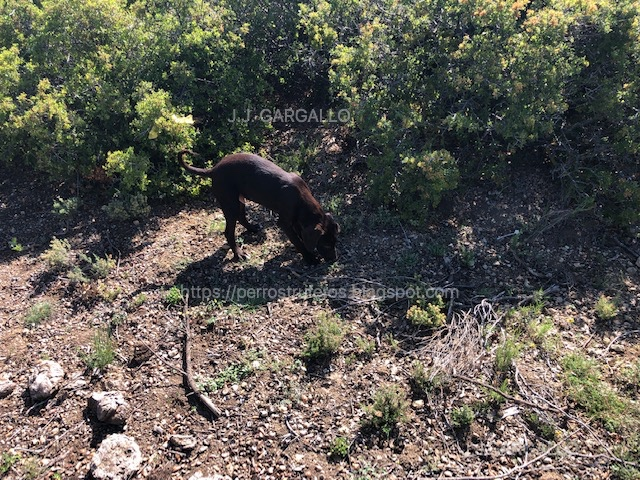
Perro trufero.

Un perro trufero es aquel que ha sido entrenado para encontrar, sirviéndose de su olfato, trufas enterradas en el suelo.

## Metodología de aprendizaje
El adiestrador enseña al can, primero, a encontrar objetos enterrados recompensándolo regularmente, después a reconocer el olor del hongo y, por último, a no comérselo él mismo. Por razones de salud de animal y para no desorientar su olfato, debe evitarse darles como premio productos azucarados o de fuerte olor.

## Razas preferidas
Las razas usadas para esta actividad difieren según los países. Por ejemplo, en Italia utilizan con frecuencia el lagunero de Romagna. En Francia y en España son frecuentes otras razas más resistentes; normalmente, se trata perros de caza o de pastores, tanto de raza pura como cruzados: bracos, bretones, podencos, perdigueros, sabuesos, etc., y adaptados a condiciones climáticas adversas y a terrenos pedregosos.
También son aptas las razas que destacan por su inteligencia además de por su buen olfato, como el labrador retriever, el pastor alemán o el pastor belga malinois.
Tradicionalmente, se usaban los perros de los pastores o los de caza que recolectaban la trufa silvestre de temporada. Con el cambio climático, y con la competencia con la trufa cultivada, la trufa silvestre está en recesión y prácticamente toda la trufa en España se cultiva en parcelas con planta micorrizada.